# アレクサ・ヴェガ
アレクサ・ヴェガ（Alexa Vega, 本名：アレクサ・エレッセ・ペナヴェガ Alexa Ellesse PenaVega, 1988年8月27日 - ）は、アメリカの女優・歌手。映画『スパイキッズ』シリーズなどに出演している。

## 経歴
フロリダ州マイアミ生まれ。父はコロンビア人の写真家で、母親は元スーパーモデルのジーナ・ルー。7人きょうだいで、妹に同じく女優のマッケンジー・ヴェガがいる。
『ER緊急救命室』や『ツイスター』などのテレビシリーズ・映画に出演したのち、2001年の『スパイキッズ』で主人公のカルメン役を演じ、大ヒットとなった。続編『スパイキッズ2 失われた夢の島』（2002年）、『スパイキッズ3-D:ゲームオーバー』（2003年）でも引き続きカルメン役を務め、それぞれの劇中歌「Isle of Dreams」「Game Over」も自ら歌って歌手デビューも果たした。『REPO! レポ』（2008年）や『フロム・プラダ・トゥ・ナダ』（2011年）などでも劇中歌を歌っている。
映画プロデューサーのショーン・コヴェルと2010年に結婚したが、2012年に離婚。2014年に俳優のカルロス・ペナ・ジュニアと再婚。再婚後は「アレクサ・ペナヴェガ」(Alexa PenaVega) の名義で活動している。ペナ・ジュニアとの間には2男1女がいる。

## フィルモグラフィ

### 映画
| 年   | 邦題/原題                                                                       | 役名                        | 備考 |
| ---- | ------------------------------------------------------------------------------- | --------------------------- | ---- |
| 1994 | リトル・ジャイアンツ Little Giants                                              | プリシラ                    |      |
| 1995 | 9か月 Nine Months                                                               | モーリー・ドーヤー          |      |
| 1996 | ツイスター Twister                                                              | ジョー・ハーディング（5歳） |      |
| 1996 | グリマーマン The Glimmer Man                                                    | コールの娘                  |      |
| 1996 | ゴースト・オブ・ミシシッピー Ghosts of Mississippi                              | クレア・デローター          |      |
| 1999 | ディープエンド・オブ・オーシャン The Deep End of the Ocean                      | ケリー・キャッパドラ        |      |
| 2001 | スパイキッズ Spy Kids                                                           | カルメン・コルテス          |      |
| 2002 | スパイキッズ2 失われた夢の島 Spy Kids 2: The Island of Lost Dreams              | カルメン・コルテス          |      |
| 2003 | スパイキッズ3-D:ゲームオーバー Spy Kids 3-D: Game Over                          | カルメン・コルテス          |      |
| 2004 | スリープオーバー Sleepover                                                      | ジュリー・コーキー          |      |
| 2008 | REPO! レポ Repo! The Genetic Opera                                              | シャイロ・ウォレス          |      |
| 2010 | マザーズデイ Mother's Day                                                       | ジェナ・ルーサー            |      |
| 2010 | 恋するCafe Café                                                                 | サリー                      |      |
| 2011 | スパイキッズ4D:ワールドタイム・ミッション Spy Kids 4: All the Time in the World | カルメン・コルテス          |      |
| 2013 | バウンティー・キラー Bounty Killer                                              | スチュワーデス              |      |
| 2013 | マチェーテ・キルズ Machete Kills                                                | キルジョイ                  |      |
| 2013 | ハンターズ グリム童話の秘宝を追え! The Hunters                                  | ディラン・サヴィーニ        |      |
| 2014 | シン・シティ 復讐の女神 Sin City: A Dame to Kill For                            | ギルダ                      |      |
| 2014 | リメイニング The Remaining                                                      | スカイラー                  |      |

### テレビ
| 年     | 邦題/原題                                    | 役名                 | 備考         |
| ------ | -------------------------------------------- | -------------------- | ------------ |
| 1995   | ER緊急救命室 ER                              | ボニー・ハウ         | 1エピソード  |
| 1995   | シカゴ・ホープ Chicago Hope                  | サラ・ウィルメッテ   | 1エピソード  |
| 1999   | ネットフォース NetForce                      | スージー・マイケルズ | ミニシリーズ |
| 2006   | ウォークアウト/勇気ある反乱 Walkout          | ポーラ・クリサストモ | テレビ映画   |
| 2009   | ゴースト 天国からのささやき Ghost Whisperer  | セリーナ             | 1エピソード  |
| 2010   | ザ・ミドル 中流家族のフツーの幸せ The Middle | モーガン             | 2エピソード  |
| 2012   | 救命医ハンク セレブ診療ファイル Royal Pains  | ホリスター           | 1エピソード  |
| 2014 - | ナッシュビル Nashville                       | キリー・ブレナー     |              |
| 2015   | メンタリスト The Mentalist                   | リリー・ストッパード | 1エピソード  |

## ディスコグラフィ

### シングル
- Isle of Dreams
- Game Over

### サウンドトラック
- スパイキッズ2 失われた夢の島
- スパイキッズ3-D:ゲームオーバー